# Santa María del Mar
De Santa María del Mar (Nederlands: Onze-Lieve-Vrouw van de Zee) is een kerk in Barcelona, Catalonië. De kerk, gelegen in de wijk La Ribera, werd gebouwd tussen 1329 en 1383, in de hoogtijdagen van Catalonië als handels- en zeevaartnatie. Het is een uitstekend voorbeeld van Catalaanse gotiek, met een zuiverheid en eenheid van stijl die heel ongebruikelijk is voor de middeleeuwen. De voor die tijd korte en aaneengesloten bouwperiode is hier waarschijnlijk de oorzaak van.

## Geschiedenis
De eerste vermelding van een kerk van 'Santa María van de Zee' dateert uit 998. De bouw van de huidige kerk werd gestimuleerd door de geestelijke Bernat Llull, die in 1324 benoemd was tot aartsdeken van de Santa María. Bouwarbeiders begonnen het werk op 25 maart 1329, nadat de eerste steen was gelegd door koning Alfons IV van Aragon, wat middels een gedenkplaat aan de kerk herdacht wordt. De verantwoordelijk bouwmeesters waren Berenguer de Montagut en Ramón Despuig, die de eerste na diens dood opvolgde. In 1350 was een groot deel van de ommuring gereed. Een brand in 1379 veroorzaakte grote schade aan een deel van de kunstwerken. Op 3 november 1383 werd de bouw voltooid en op 15 augustus van het daaropvolgende jaar kon de consecratie plaatsvinden.
In 1428 veroorzaakte een aardbeving andermaal grote schade, zoals aan het roosvenster in de westgevel. Het nieuwe venster werd voltooid in 1459 en een jaar later waren ook de glas-in-loodwerken hersteld. Van de beide torens werd de noordwestelijke in 1496 voltooid, terwijl de zuidwestelijke pas afgebouwd werd in 1902. Veel beelden en het altaar werden vernietigd bij een brand tijdens de Spaanse Burgeroorlog. In 1967 was de kerk weer in haar oude glorie hersteld.

## Architectuur
De eenvoudige plattegrond is een drieschepig langschip zonder uitspringend dwarsschip, waarbij de zijbeuken net als de tussen de schoorpijlers gelegen kapellen rondom het koor doorlopen, zoals ook in de iets oudere kerk in Manresa. De spanwijdte van de vier middenschiptraveeën was met 14 meter sensationeel en werd slechts door de overwelving van de kathedraal van Segovia overtroffen. De zijbeuken zijn vrijwel even hoog en doen de kerk op een zaal lijken. Het esthetische hoogtepunt is de buitenste krans van pijlers in de apsis, die het zonlicht filteren in een bovenaards lichtschijnsel.

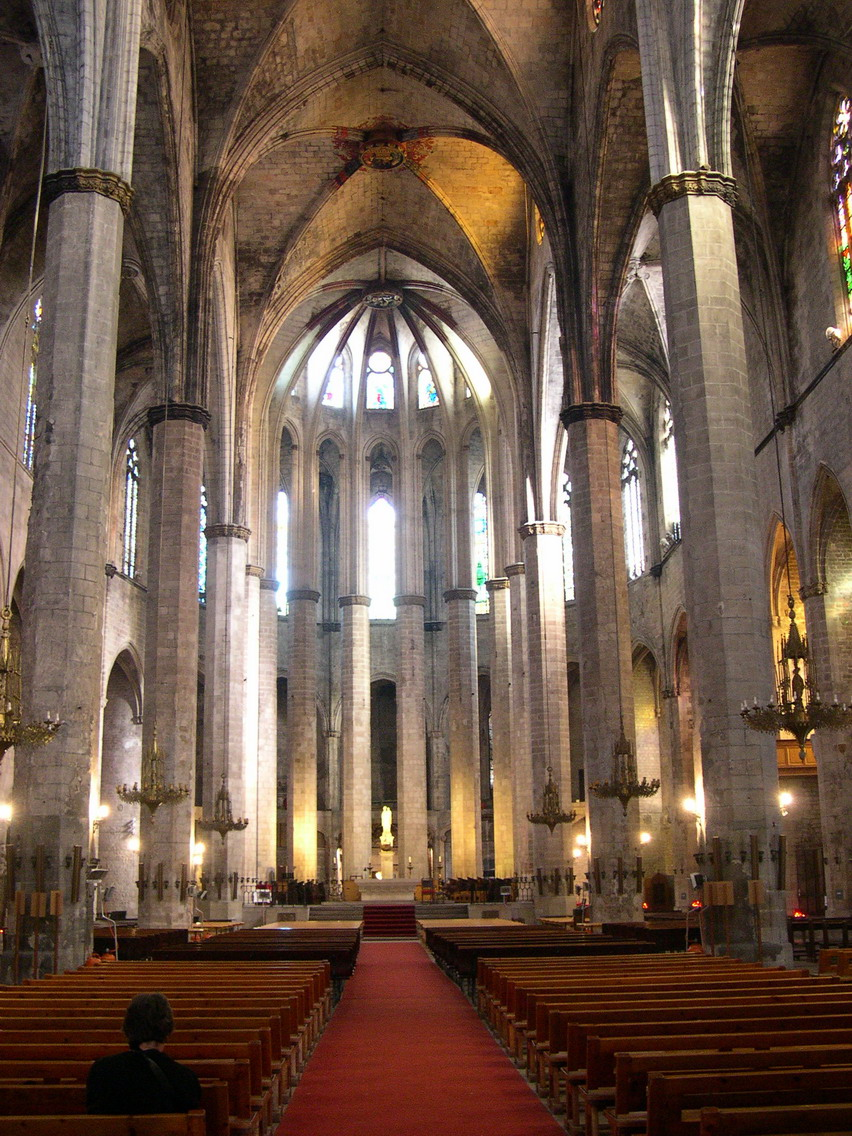
Interieur
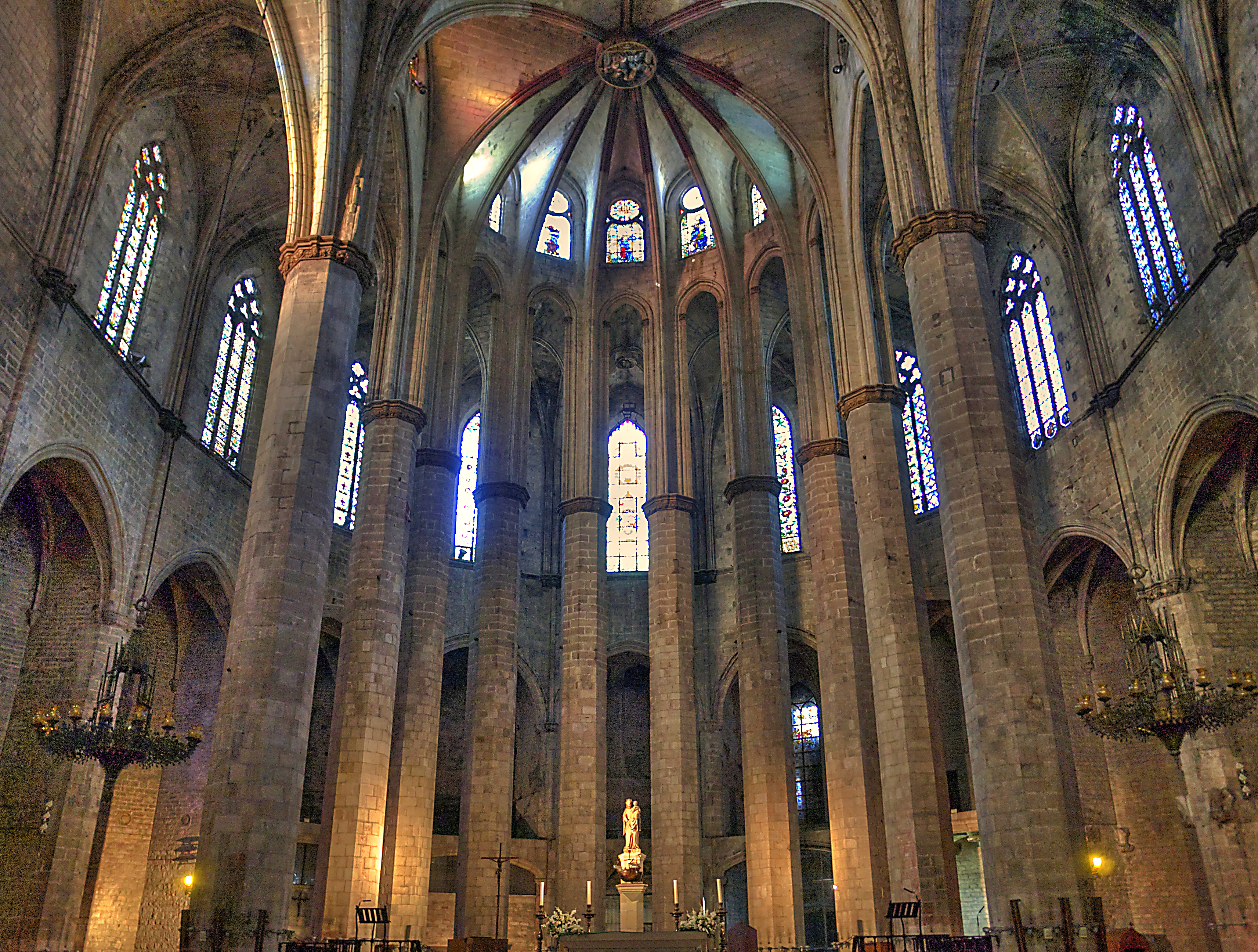
Apsis (binnenzijde)
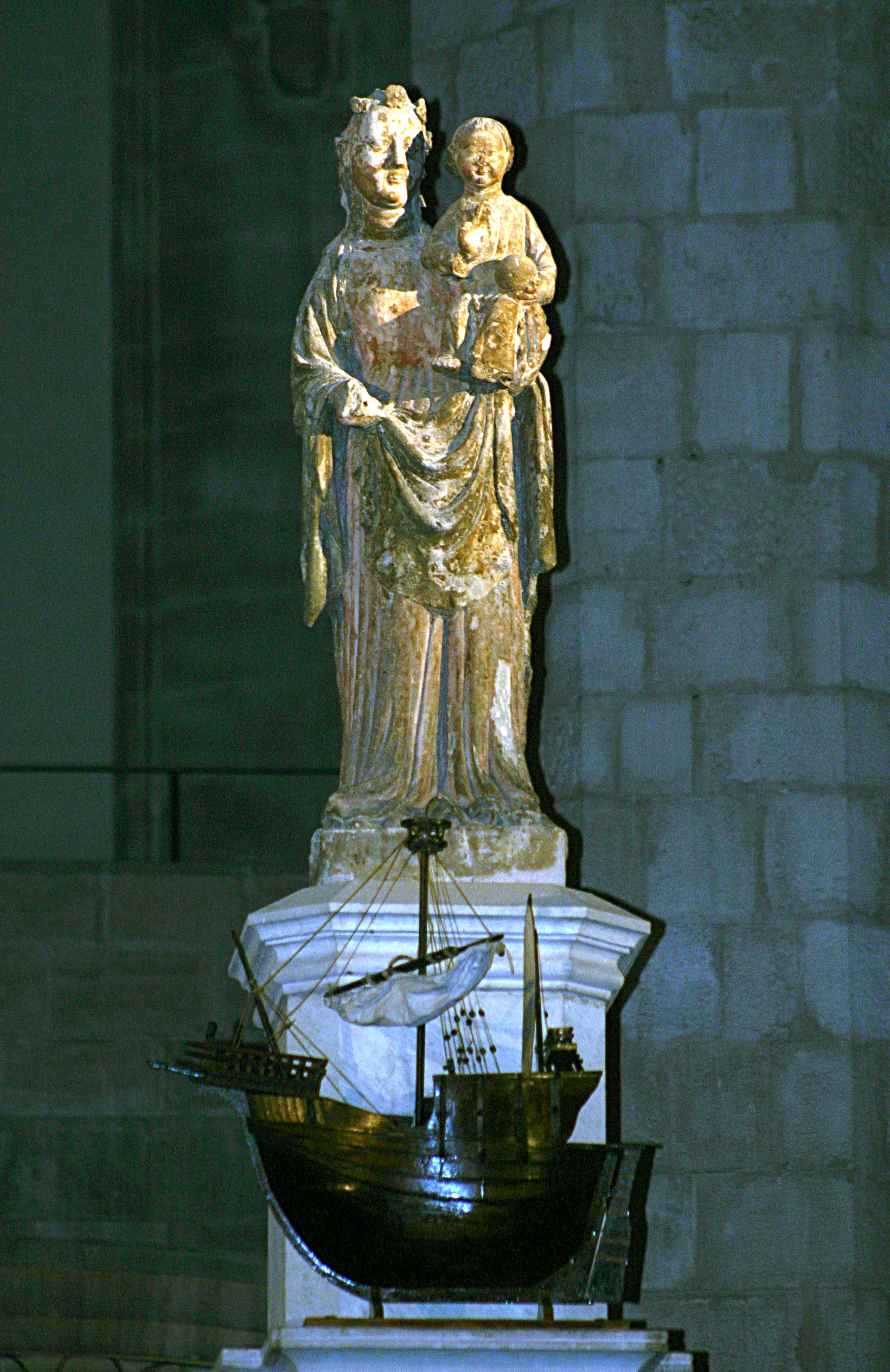
Het Mariabeeld

## Santa María del Mar in de literatuur
De bouw van Santa María del Mar vormt de achtergrond van de bestseller De kathedraal van de zee, van de Barcelonese jurist en schrijver Ildefonso Falcones uit 2006. Dit boek is in Nederland bij uitgeverij Luitingh-Sijthoff verschenen. (ISBN 9024559790)